# Nectosaurus
Nectosaurus is een geslacht van uitgestorven Thalattosauria (zeereptielen) dat leefde tijdens het Laat-Trias in wat nu Californië is. Het type en de enige bekende soort Nectosaurus halius werd gevonden in de Hosselkus-kalksteen en werd beschreven door John C. Merriam in 1905, waardoor hij, samen met Thalattosaurus, een van de eerste bekende Thalattosauria is.

## Kenmerken
Gebaseerd op de positie van de ploegschaarbeenderen, werd de algemene vorm van de premaxillae afgeleid als die van een opvallend neerwaarts inhakend rostrum, aflopend in een verticale hoek. Deze eigenschap is ook bekend bij Hescheleria, evenals bij een exemplaar dat in 1993 aan Paralonectes werd toegewezen. Nectosaurus had ook puntige, naaldachtige tanden (vooral aan de voorkant van de bovenkaak) en een onderkaak met een zeer hoge en puntige processus coronoideus. Net als andere Thalattosauria hadden de ploegschaarbeenderen en pterygoide botten ook tanden, dus in het verhemelte.

## Ontdekking
Nectosaurus is bekend van fragmentarische overblijfselen. Het holotype UCMP 9124 is een onvolledig skelet inclusief wervels, een opperarmbeen, ravenbeksbeen, ellepijp, spaakbeen en gedeeltelijke schedel en kaken.
Veel losse botten van andere vindplaatsen werden in 1908 door Merriam aan het geslacht toegewezen. Bovendien werd in 1905 een gedeeltelijke schedel van dezelfde vindplaats, UCMP 9120, naar het geslacht verwezen als een Nectosaurus sp.. Dit exemplaar is veel groter dan elk exemplaar van Nectosaurus halius, maar is verder vergelijkbaar met verschillende genoemde exemplaren. UCMP 9120 kan een volwassen exemplaar vertegenwoordigen, waardoor het holotype een juveniel exemplaar is, een hypothese die wordt ondersteund door het feit dat het holotype niet-vergroeide dermale botten en onvolledige ossificatie van bepaalde pijpbeenderen toont.

## Classificatie
Nectosaurus is een lid van een groep mariene reptielen die bekend staat als de thalattosauriërs, gekenmerkt door hun lange, peddelachtige staarten en korte poten met onafhankelijk beweegbare vingers/tenen. De meeste thalattosauriërs hadden uitgestrekte premaxillae die een lang rostrum vormden. Thalattosauriërs met naar beneden gebogen, haakachtige premaxillae (zoals Nectosaurus) staan bekend als thalattosauroïden.
Hoewel een analyse uit 2001 Nectosaurus als een naaste verwant van Xinpusaurus en Paralonectes beschouwde omdat een bot werd geïnterpreteerd als een opwaarts gebogen bovenkaak, heeft verder onderzoek aangetoond dat dit een vergissing was.